# Habenaria dolichostachya
Habenaria dolichostachya är en orkidéart som beskrevs av George Henry Kendrick Thwaites. Habenaria dolichostachya ingår i släktet Habenaria och familjen orkidéer.
Artens utbredningsområde är Sri Lanka. Inga underarter finns listade i Catalogue of Life.